# Station Champbenoist Poigny
Station Champbenoist Poigny is een spoorwegstation aan de spoorlijn Longueville - Esternay. Het ligt in de Franse gemeente Poigny in het departement Seine-et-Marne (Île-de-France). Op het station stoppen treinen van Transilien lijn P.

## Geschiedenis
Het station werd in 1990 geopend als verbetering van het bereik van Provins. Sinds de opening is het eigendom van de Société nationale des chemins de fer français (SNCF).

## Ligging
Het station ligt op kilometerpunt 93,346 van de spoorlijn Longueville - Esternay.

## Diensten
Het station wordt aangedaan door treinen van Transilien lijn P tussen Paris-Est en Provins.

## Vorig en volgend station
| Richting  | Vorig station              | Lijn    | Volgend station | Richting |
| --------- | -------------------------- | ------- | --------------- | -------- |
| Paris-Est | Sainte-Colombe Septveilles | Trans P | Provins         | Provins  |